# Antheraea nigra
Antheraea nigra är en fjärilsart som beskrevs av Arthur Schüssler 1903. Antheraea nigra ingår i släktet Antheraea och familjen påfågelsspinnare. Inga underarter finns listade i Catalogue of Life.